# Antwerp Diamonds
Gli Antwerp Diamonds sono stati una squadra di football americano di Anversa, in Belgio; fondati nel 1989, nel 2016 si sono fusi con i Puurs Titans per formare gli Antwerp Argonauts. Hanno vinto 3 volte il titolo nazionale

## Dettaglio stagioni

### Tornei nazionali

#### Campionato

##### BFL/BAFL
| Stagione | regular season | regular season | regular season | regular season | regular season | regular season | playoff | playoff | playoff | playoff | playoff | playoff      | playoff                |
|          | Vin            | Par            | Per            | Tot            | PF             | PS             | Vin     | Per     | Tot     | PF      | PS      | risultato    | avversaria             |
| -------- | -------------- | -------------- | -------------- | -------------- | -------------- | -------------- | ------- | ------- | ------- | ------- | ------- | ------------ | ---------------------- |
| 2002     | 8              | 0              | 0              | 8              | 286            | 24             | 1       | 1       | 2       | 44      | 32      | Belgian Bowl | Brussels Tigers        |
| 2003     | 4              | 0              | 1              | 5              | 118            | 40             | 0       | 1       | 1       | 0       | 50      | Belgian Bowl | Brussels Black Angels  |
| 2004     | 8              | 0              | 0              | 8              | 306            | 0              | 2       | 0       | 2       | 32      | 10      | Campioni     | Leuven Lions           |
| 2005     | 6              | 0              | 0              | 6              | 90             | 41             | 2       | 0       | 2       | 67      | 2       | Campioni     | Brussels Black Angels  |
| 2006     | 5              | 0              | 2              | 8              | 134            | 95             | -       | -       | -       | -       | -       | -            | -                      |
| 2007     | 4              | 0              | 3              | 7              | 74             | 48             | -       | -       | -       | -       | -       | -            | -                      |
| 2008     | 5              | 0              | 3              | 8              | 101            | 76             | 1       | 1       | 2       | 49      | 25      | Semifinale   | West Vlaanderen Tribes |
| 2009     | 2              | 0              | 6              | 8              | 82             | 191            | -       | -       | -       | -       | -       | -            | -                      |
| 2010     | 3              | 0              | 5              | 8              | 79             | 170            | -       | -       | -       | -       | -       | -            | -                      |
| 2011     | 3              | 0              | 5              | 8              | 101            | 162            | -       | -       | -       | -       | -       | -            | -                      |
| 2012     | 4              | 1              | 1              | 6              | 78             | 47             | 2       | 1       | 3       | 40      | 68      | Belgian Bowl | Brussels Tigers        |
| 2013     | 1              | 1              | 3              | 5              | 49             | 105            | -       | -       | -       | -       | -       | -            | -                      |
| 2014     | 0              | 0              | 8              | 8              | 58             | 265            | -       | -       | -       | -       | -       | -            | -                      |
| 2015     | 2              | 0              | 5              | 7              | 68             | 128            | -       | -       | -       | -       | -       | -            | -                      |
| Totale   | 55             | 2              | 42             | 99             | 1624           | 1392           | 8       | 4       | 12      | 232     | 187     |              |                        |

Fonti:  Enciclopedia del Football. - A cura di Roberto Mezzetti

### Tornei internazionali

#### BeNeLux Big Five Division
| Stagione | regular season | regular season | regular season | regular season | regular season | regular season | playoff | playoff | playoff | playoff | playoff | playoff      | playoff           |
|          | Vin            | Par            | Per            | Tot            | PF             | PS             | Vin     | Per     | Tot     | PF      | PS      | risultato    | avversaria        |
| -------- | -------------- | -------------- | -------------- | -------------- | -------------- | -------------- | ------- | ------- | ------- | ------- | ------- | ------------ | ----------------- |
| 2000     | 1              | 0              | 3              | 4              | 36             | 84             | 1       | 1       | 2       | 39      | 18      | Benelux Bowl | Rotterdam Trojans |
| Totale   | 1              | 0              | 3              | 4              | 36             | 84             | 1       | 1       | 2       | 39      | 18      |              |                   |

Fonti:  Sito Eurobowl.info (archiviato dall'url originale il 19 ottobre 2017)

## Riepilogo fasi finali disputate
| Anno          | Luogo  | Evento                    | Fase del torneo | Incontro                                  | Risultato     |
| 4 giugno 2000 | Arnhem | BeNeLux Big Five Division | Benelux Bowl    | Rotterdam Trojans - Antwerp Diamonds      | 18 - 15       |
| 2002          |        | Belgian Bowl              | Finale          | Brussels Tigers - Antwerp Diamonds        | 24 - 14       |
| 2003          |        | Belgian Bowl              | Finale          | Brussels Black Angels - Antwerp Diamonds  | 50 - 0 d.g.s. |
| 2004          |        | Belgian Bowl              | Finale          | Leuven Lions - Antwerp Diamonds           | 0 - 12        |
| 2005          |        | Belgian Bowl              | Finale          | Brussels Black Angels - Antwerp Diamonds  | 2 - 12        |
| 2008          |        | Belgian Bowl              | Semifinale      | West Vlaanderen Tribes - Antwerp Diamonds | 13 - 6        |
| 2012          |        | Belgian Bowl              | Finale          | Brussels Tigers - Antwerp Diamonds        | 46 - 6        |

## Palmarès
- 3 Belgian Bowl (1999, 2004, 2005)